# Umberto Mozzoni
Umberto Mozzoni (29 czerwca 1904 w Buenos Aires, Argentyna – 7 listopada 1983 w Rzymie), włoski duchowny katolicki, dyplomata watykański, kardynał.

## Życiorys
Studiował w seminarium w Maceracie, Papieskim Seminarium w Rzymie, Papieskim Athenaeum Św. Apolinarego w Rzymie i na Uniwersytecie Rzymskim. 14 sierpnia 1927 przyjął w Rzymie święcenia kapłańskie.
W latach 1927–1935 był duszpasterzem w diecezji Macerata oraz wykładowcą tamtejszego seminarium. W 1935 podjął pracę w dyplomacji watykańskiej. Był sekretarzem i audytorem delegatur apostolskich w Kanadzie i Wielkiej Brytanii oraz w nuncjaturze w Portugalii. Otrzymał tytuły honorowe tajnego szambelana papieskiego (1936 i 1939) oraz prałata domowego (1948).
13 października 1954 został mianowany arcybiskupem tytularnym Side, jednocześnie nuncjuszem w Boliwii. Przyjął sakrę biskupią 5 grudnia 1954 w Rzymie. W latach 1958–1969 był nuncjuszem w Argentynie, 1969–1974 w Brazylii. Brał udział w obradach Soboru Watykańskiego II.
5 marca 1973 mianowany przez Pawła VI kardynałem, z tytułem diakona Sant'Eugenio. W lutym 1983 został podniesiony do godności kardynała-prezbitera, z zachowaniem dotychczasowego tytułu na zasadzie pro hac vice. Od czerwca 1974 sprawował funkcję prezydenta Komisji Kardynalskiej ds. Świątyń w Pompei i Loreto.